# Saison 2017 des Blue Jays de Toronto
La saison 2017 des Blue Jays de Toronto est la 41e saison en Ligue majeure de baseball pour cette franchise. 
Après deux participations consécutives à la Série de championnat de la Ligue américaine, les Blue Jays sont écartés des séries éliminatoires en 2017. Ils perdent 17 de leurs 23 premiers matchs et ne remontent jamais la pente, ne parvenant jamais à avoir davantage de victoires que de défaites au cours de cette saison. Perdant 13 matchs de plus qu'en 2016, les Blue Jays bouclent le calendrier avec 76 victoires et 86 défaites, leur pire performance depuis 2013. Ils terminent 4e sur 5 clubs dans la division Est de la Ligue américaine. C'est la dernière saison avec les Blue Jays pour José Bautista, arrivé à Toronto en 2008.

## Saison régulière
La saison régulière de 162 matchs des Blue Jays débute le 3 avril 2017 par une visite aux Orioles de Baltimore et se termine le 1er octobre suivant. Le premier match local de la saison au Centre Rogers à Toronto est joué contre les Brewers de Milwaukee le 11 avril.

### Classement
| Ligue américaine division Est | V  | D  | %    | Diff. | Diff. (séries) |
| ----------------------------- | -- | -- | ---- | ----- | -------------- |
| Red Sox de Boston             | 93 | 69 | ,574 | -     | -              |
| Yankees de New York           | 91 | 71 | ,562 | 2     | +6             |
| Rays de Tampa Bay             | 80 | 82 | ,494 | 13    | 5              |
| Blue Jays de Toronto          | 76 | 86 | ,469 | 17    | 9              |
| Orioles de Baltimore          | 75 | 87 | ,463 | 18    | 10             |